# 巽他鼯猴
巽他鼯猴（學名：Galeopterus variegatus）又稱马来亚鼯猴、馬來亞飛狐猴，是鼯猴科斑鼯猴屬（Galeopterus）的單型種。本種分布於東南亞，包括緬甸南部、泰國、越南南部、馬來西亞、新加坡與印度尼西亞（爪哇島、婆羅洲、蘇門答臘與峇里島），並可分為外形相似、僅體型有異的兩大類群，體型較大的類群分布於巽他陸棚與中南半島，體型較小的類群分布於寮國與巽他陸棚的一些小島，較前者小約20%。除了體型大小差異外，分子證據顯示巽他鼯猴的基因組已發生分化成四大支系：分布於爪哇島的G. v. variegatus、分布於蘇門答臘的G. v. temminckii、分布於婆羅洲的G. v. borneanus與分布於中南半島的G. v. peninsulae，甚至可能被進一步分拆為數個物種。相較於本種分布於東南亞各地，同科的另一現生物種菲律賓鼯猴則僅分布於菲律賓南部。
巽他鼯猴善於爬樹，難以在地面上移動；以皮膜滑翔時下降10公尺的高度即可滑行超過100公尺的距離。本種為夜行性，但有時也在白天出沒；主要以樹葉為食，也有食用昆蟲的紀錄；本種目前被IUCN列為無危物種，但常為當地人的捕獵對象，且受棲地破壞威脅。